# Pochahuizco
Pochahuizco es una población del estado mexicano de Guerrero, localizada en el municipio de Zitlala en la región Centro.

## Localización y demografía
Pochahuizco se encuentra ubicado en la región de Centro de Guerrero y al sur del territorio municipal de Zitlala, a unos doce kilómetros al norte de la ciudad de Chilapa de Álvarez con la que se comunica por un camino pavimentado de concreto asfáltico, la principal vía de comunicación de la comunidad. Sus coordenadas geográficas son 17°39′50″N 99°13′24″O / 17.66389, -99.22333 y tiene una altitud de 1 581 metros sobre el nivel del mar.
De acuerdo con los resultados del Censo de Población y Vivienda realizado en 2010 por el Instituto Nacional de Estadística y Geografía, la población de Pochahuizco asciende a un total de 3 130 personas, de las que 1 459 son hombres y 1 671 son mujeres.